# オキシ四塩化モリブデン
オキシ四塩化モリブデン(Molybdenum oxytetrachloride)は、化学式MoOCl4の無機化合物である。深緑色の固体で、熱的に不安定であり、他のモリブデン錯体の合成に用いられる。C4V対称性を持つ四角錐形分子構造である。他のMo(VI)錯体と同様に、反磁性である。熱により、オキシ三塩化モリブデンMoOCl3に分解する。

## 合成
塩化モリブデン(V)を酸素で処理することで生成する。また、酸化モリブデン(VI)を塩素化することでも生成する。
MoO3 +  2 SOCl2  →  MoOCl4  +  2 SO2